# 斑鰭副棘鮃
斑鰭副棘鮃為輻鰭魚綱鰈形目鰈亞目牙鮃科的其中一種，分布於西大西洋區，從美國紐澤西州至安地列斯群島、巴西海域及半鹹水域，棲息深度0-75公尺，體長可達20公分，棲息在沿岸沙泥底質底層水域、河口區，生活習性不明，可作為食用魚。

## 扩展阅读
維基物種上的相關：斑鰭副棘鮃